# Kel'menci
Kel'menci (in ucraino Кельменці?) è un insediamento rurale ucraino (6 985 abitanti) nel distretto del Dnestr, nell'oblast' di Černivci. Ospita l'amministrazione della comunità territoriale di Kel'menci, una delle comunità territoriali dell'Ucraina.
Fino al 18 luglio 2020 Kel'menci è stata il centro amministrativo del Distretto di Kel'menci, abolito come parte della riforma amministrativa dell'Ucraina, che ha ridotto a tre il numero dei distretti dell'oblast' di Černivci. L'area del distretto di Kel'menci è stata fusa nel distretto del Dnestr.
Fino al 26 gennaio 2024 Kel'menci era classificata come insediamento di tipo urbano. Da tale data è entrata in vigore una nuova legge che ha abolito questo status e Kel'menci è stata riclassificata come insediamento rurale..